# Arduino Mega 2560
Arduino Mega побудована на мікроконтролері ATmega2560 (технічний опис). Плата має 54 цифрових входів/виходів (14 з яких можуть використовуватися як виходи ШІМ), 16 аналогових входів,4 послідовних порти UART, кварцовий генератор 16 МГц, USB коннектор, роз'єм живлення, роз'єм ICSP і кнопка перезавантаження. Для роботи необхідно підключити платформу до комп'ютера за допомогою кабелю USB або подати живлення за допомогою адаптера AC/DC, або акумуляторною батареєю. Arduino Mega 2560 сумісна з усіма платами розширення, розробленими для платформ Uno або Duemilanove.

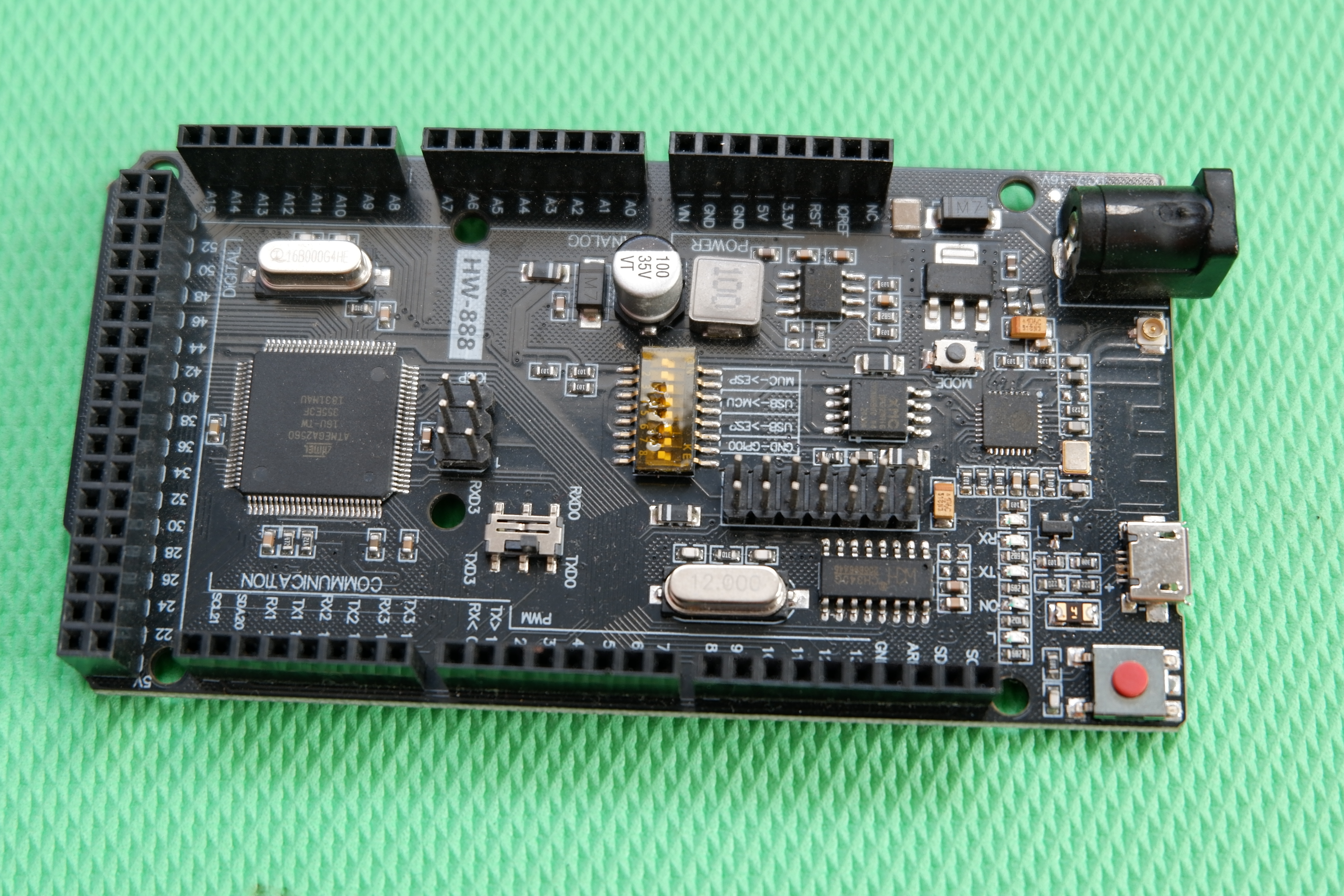
Arduino Mega 2560 front

[[
|безрамки|праворуч|Arduino Mega 2560]]

## Короткі характеристики
Мікроконтролер ATmega2560
Робоча напруга 5В
Вхідна напруга (рекомендована) 7-12В
Вхідна напруга (гранична) 6-20 В
Цифрові Входи/Виходи 54 (14 з яких можуть працювати також як виходи ШІМ)
Аналогові входи 16
Постійний струм через вхід/вихід 40 mA
Постійний струм для виведення 3.3 50 mA
Флеш-пам'ять 256 KB (з яких 8 КВ використовуються для завантажувача)
ОЗУ 8 KB
Енергонезалежна пам'ять 4 KB
Тактова частота 16 Мгц

## Живлення
Arduino Mega може отримувати живлення як через підключення по USB, так і від зовнішнього джерела живлення. Джерело живлення вибирається автоматично.
Зовнішнє живлення (не USB) може подаватися через перетворювач напруги AC/DC (блок живлення) або акумуляторною батареєю. Перетворювач напруги підключається за допомогою роз'єму 2.1 мм з позитивним полюсом на центральному контакті. Дроти від батареї підключаються до пінів Gnd і Vin роз'єму живлення (POWER).
Платформа може працювати при зовнішньому живленні від 6 до 20 В. При напрузі живлення нижче 7, пін 5V може видавати менше 5 В, при цьому платформа може працювати нестабільно. При використанні напруги не вище 12 В регулятор напруги може перегрітися і пошкодити плату. Рекомендований діапазон від 7 до 12 В.
Плата Mega2560, на відміну від попередніх версій плат, не використовує FTDI USB мікроконтролер. Для обміну даними з USB використовується мікроконтролер Atmega8U2, запрограмований як конвертер USB-to-serial.

### Виходи живлення
1. VIN. Вхід використовується для подачі живлення від зовнішнього джерела (відсутність 5 від роз'єму USB або іншого регульованого джерела живлення). Подача напруги живлення відбувається через цей вивід. Якщо живлення подається на роз'єм 2.1 mm, то на цей вхід можна записатися.
2. 5V. Джерело напруги, що використовується для живлення мікроконтролера та компонентів на платі. Живлення може подаватися від виведення VIN через регулятор напруги, або від роз'єму USB, або іншого регульованого джерела напруги 5 В.
3. 3V3. Напруга на виході 3.3 В генерується мікросхемою FTDI на платформі. Максимальне споживання струму 50 мА.
4. GND. Виходи заземлення.

## Програмування
Платформа програмується за допомогою середовища розробки Arduino. Детальніша інформація знаходиться в довіднику та інструкціях.
Мікроконтролер ATmega2560 поставляється з записаним завантажувачем, полегшує запис нових програм без використання зовнішніх програматорів. Зв'язок здійснюється оригінальним протоколом STK500.
Є можливість не використовувати завантажувач і запрограмувати мікроконтролер через висновки блоку ICSP (внутрішньосхемного програмування). Детальна інформація міститься в даній інструкції.
Код прошивки для контролера ATmega8U2 доступний для вільного скачування. Контролер ATmega8U2 має власний DFU завантажувач, який може бути активований замиканням джампера на звороті плати (поруч з картою Італії) і перезавантаженням контролера. Для запису нової прошивки можливо використовувати Atmel's FLIP (під Windows) або DFU програматор (на Mac OS X або Linux). Також можна переписати прошивку зовнішнім програматором, використовуючи ISP вхід.